# Szántó Judit (muzeológus)
Szántó Judit, Szántó Gyuláné, született Czvechó/Ludna Julianna, névváltozatok: Ludman, Ludmann (Budapest, Erzsébetváros, 1903. január 6. – Budapest, 1963. április 25.) szavalóművész, muzeológus, író, költő, PIM osztályvezető, József Attila élettársa, József Attila-díjas (1950).

## Életútja
Czvechó István galgóci születésű cserepessegéd és a polhorai születésű Ludna Mária római katolikus szülők törvénytelen leánya. Ernyőkészítő munkásként kezdett dolgozni és fiatalon bekapcsolódott a munkásmozgalomba. A Tanácsköztársaság alatt ismerte meg Hidas Antalt (családi nevén Szántó Gyula), s együtt vándoroltak ki 1920-ban Csehszlovákiába a kommün bukását követően, majd házasságot kötöttek. 1924-ben elváltak, Szántó Judit Budapestre tért vissza, majd kultúrpropagandistaként, szavalóművészként tevékenykedett, s kapcsolatba került az MSZMP-vel (Magyarországi Szocialista Munkáspárt rövidítése, nem tévesztendő össze a hasonló nevű párttal, amely 1956-ban jött létre). 1928-ban megismerkedett József Attilával, akinek hat esztendőn keresztül élettársa volt. 1948-ban felkérték, hogy szervezze meg a József Attila Múzeumot. 1955-től a Petőfi Irodalmi Múzeumban dolgozott mint osztályvezető.

## Művei
- József Attila műfordításai, 1954
- Napló és visszaemlékezés [kiad. Murányi Gábor], 1986, 2. javított, bővített kiadás. 1997